# Arja Majuri
Arja Majuri, född 1 februari 1951 i Joensuu i Finland, är en finländsk prost och försvarare av hlbtq-rättigheter. Majuri är en pionjär inom regnbågsarbete inom Evangelisk-lutherska kyrkan i Finland. Hennes betydelse, särskilt i att stödja och främja personer som tillhör sexuell- och könsminoriteter och som arbetar för finska kyrkan, har varit betydande genom åren enligt tidningen Länsi-Uusimaa.

## Biografi och karriär
Arja Majuri blev teologiekandidat år 1988 och blev prästvigd i S:t Michel år 1994. Hon har bland annat varit verksam i styrelsen för Kvinnliga teologer rf, varit sekreterare för den kyrkopolitiska rörelsen 'Kom alla', och suttit i styrelsen för rörelsen Ekumeniska gemenskapsrörelsen, som motsätter sig diskriminering av sexuella minoriteter. Majuri är gift med Maija Majuri.
Arja Majuri jobbade i Lojo församling som församlingspastor mellan 2002 och 2019. I Lojo församling arbetade hon även fyra år i Karislojo områdesförsamling som en ansvarig präst för området. År 2021 tilldelade biskopen för Esbo stift, Kaisamari Hintikka, Majuri titeln som prost.
Majuri har skrivit en bok om samkönat äktenskap och evangelisk-lutherska kyrkan i Finland tillsammans med Aino-Maija Elonheimo och Miska Karhu år 2022. Boken heter Tahdon kirkossa! Sateenkaariparien tarinat portailta alttarille (Ja i kyrkan! Berättelser över regnbågspar från trappor till altaret).